# Westfriedhof (métro de Munich)
Pour les articles homonymes, voir Westfriedhof.
Westfriedhof  (en allemand : U-Bahnhof Westfriedhof) est une station de la ligne U1 du métro de Munich. Elle est située sous l'Orpheusstraße au nord de l'intersection avec la Baldurstraße dans le secteur de Moosach, à Munich en Allemagne.
Mise en service en 1998, elle est desservie par les rames des lignes U1 et U7 qui est une ligne d'exploitation de renfort qui circule sur les lignes d'infrastructure UI, U2 et U5.

## Situation sur le réseau

Plan du métro (2020).

Établie en souterrain, Westfriedhof est une station de passage de la ligne U1 du métro de Munich. Elle est située entre la station Georg-Brauchle-Ring, en direction du terminus nord Olympia-Einkaufszentrum, et la station Gern, en direction du terminus sud Mangfallplatz,.
Elle dispose d'un quai central encadré par les deux voies de la ligne U1. Ces installations sont également desservies par les rames de renfort de la ligne U7 du métro de Munich,.

## Histoire
La station Westfriedhof est mise en service le 24 mai 1998, lors de l'ouverture à l'exploitation du prolongement de Rotkreuzplatz au nouveau terminus de Westfriedhof. Elle est conçue par l'architecte Auer et Weber et le designer Ingo Maurer pour l'éclairage, en collaboration avec l'équipe du métro de Munich. La personnalité de la station est son éclairage alternant le bleu, le jaune et l'orange.
Elle devient une station de passage le 18 octobre 2003 lors de l'ouverture du prolongement suivant de Westfriedhof à Georg-Brauchle-Ring. 

## Services aux voyageurs

### Accès et accueil
La station est située sous la Orpheusstraße, suivant un axe nord-sud. Au nord elle dispose d'un unique accès qui mêne à une petite mezzanine, les liens vers la surface et vers le quai sont équipés d'escaliers fixes et d'escaliers mécaniques. L'entrée principale est au sud, ou quatre accès mènent à une grande mezzanine établie sous l'intersection entre la Orpheusstraße et la Baldurstraße, ces accès sont équipés, soit uniquement d'escaliers fixes, soit d'escaliers fixes et d'escaliers mécaniques comme la liaison avec le quai central. Au nord un ascenseur permet l'accessibilité des personnes à la mobilité réduite.

Installations
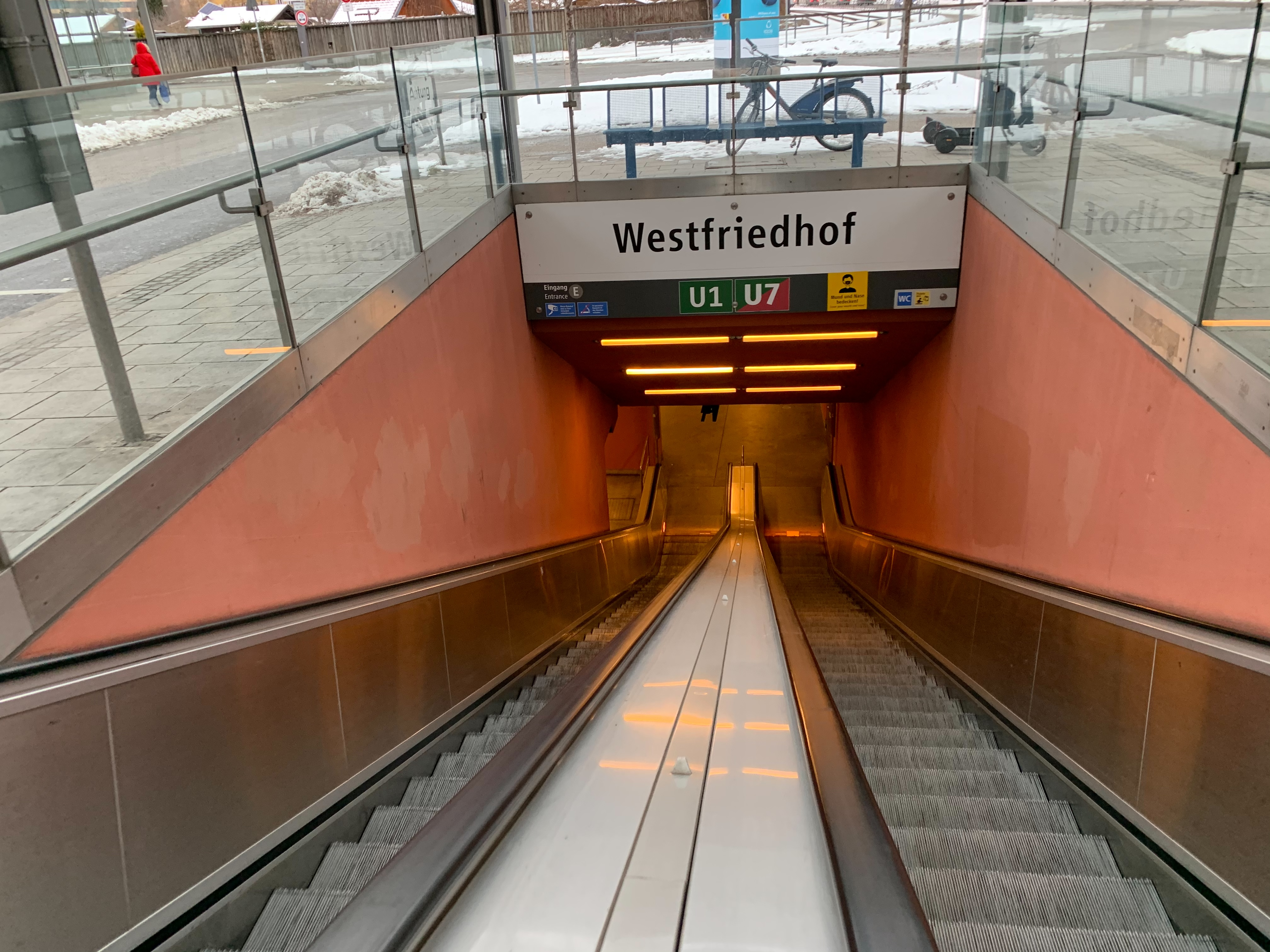
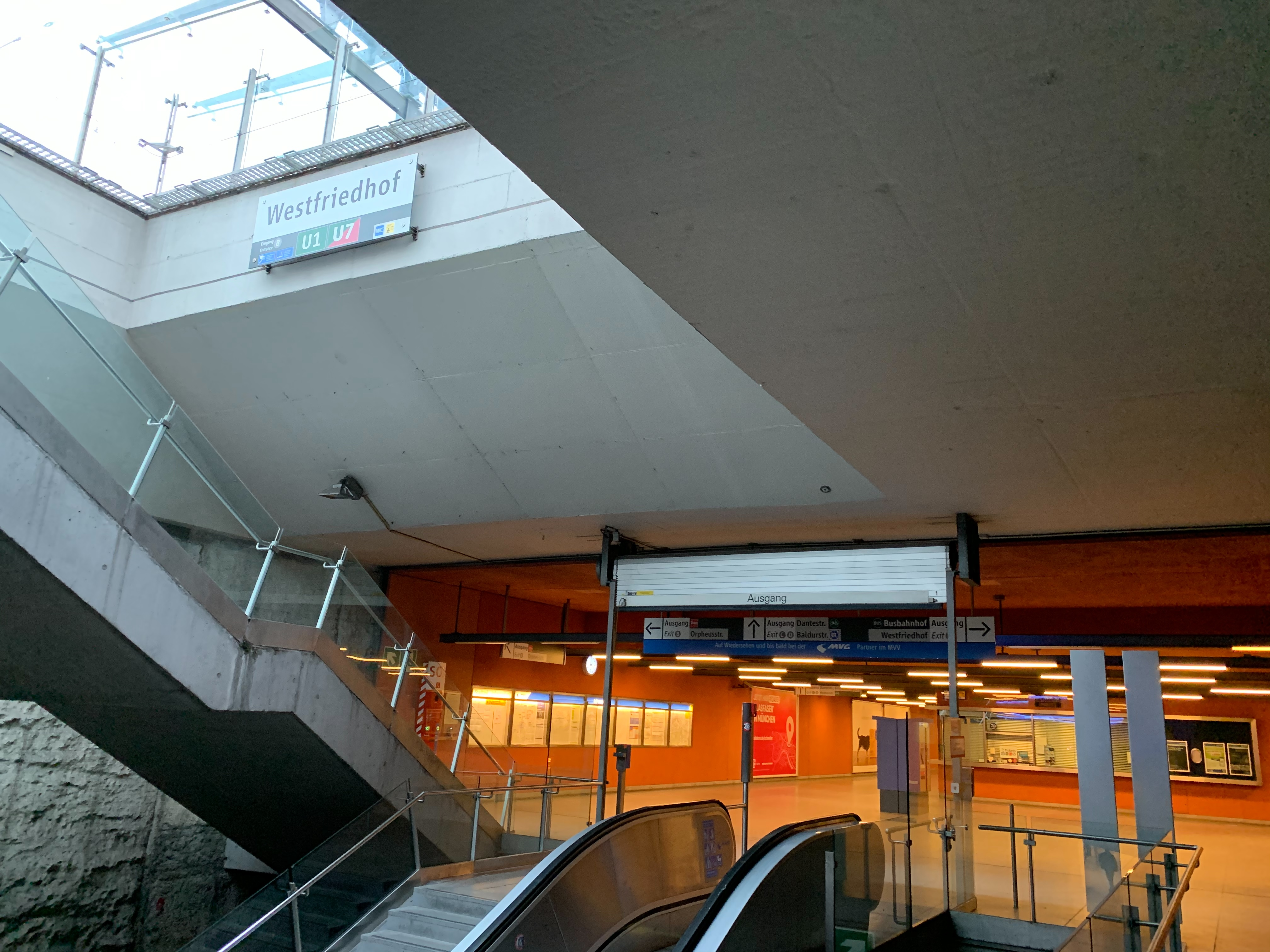
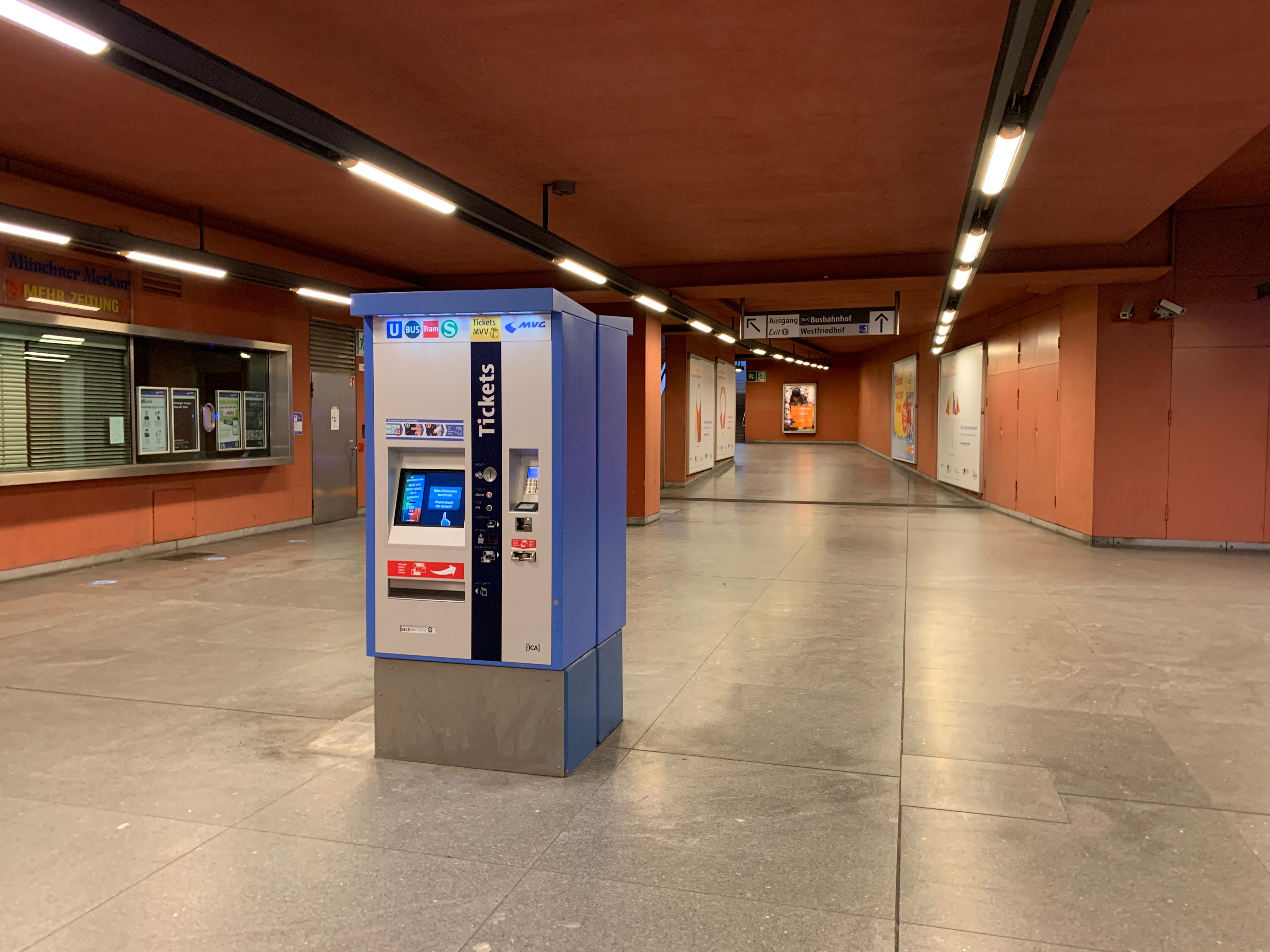

### Desserte
Westfriedhof (U1/U7) est une station de passage de la ligne U1, desservie par toutes les rames de cette ligne. C'est également une station de passage de la ligne U7, qui fait circuler des rames de quatre voiture pendant les pics de fréquentation. Principalement le matin entre 7h et 9h et l'après-midi entre 15h et 19h, elle ne circule pas pendant les vacances scolaires.

Installations et desserte
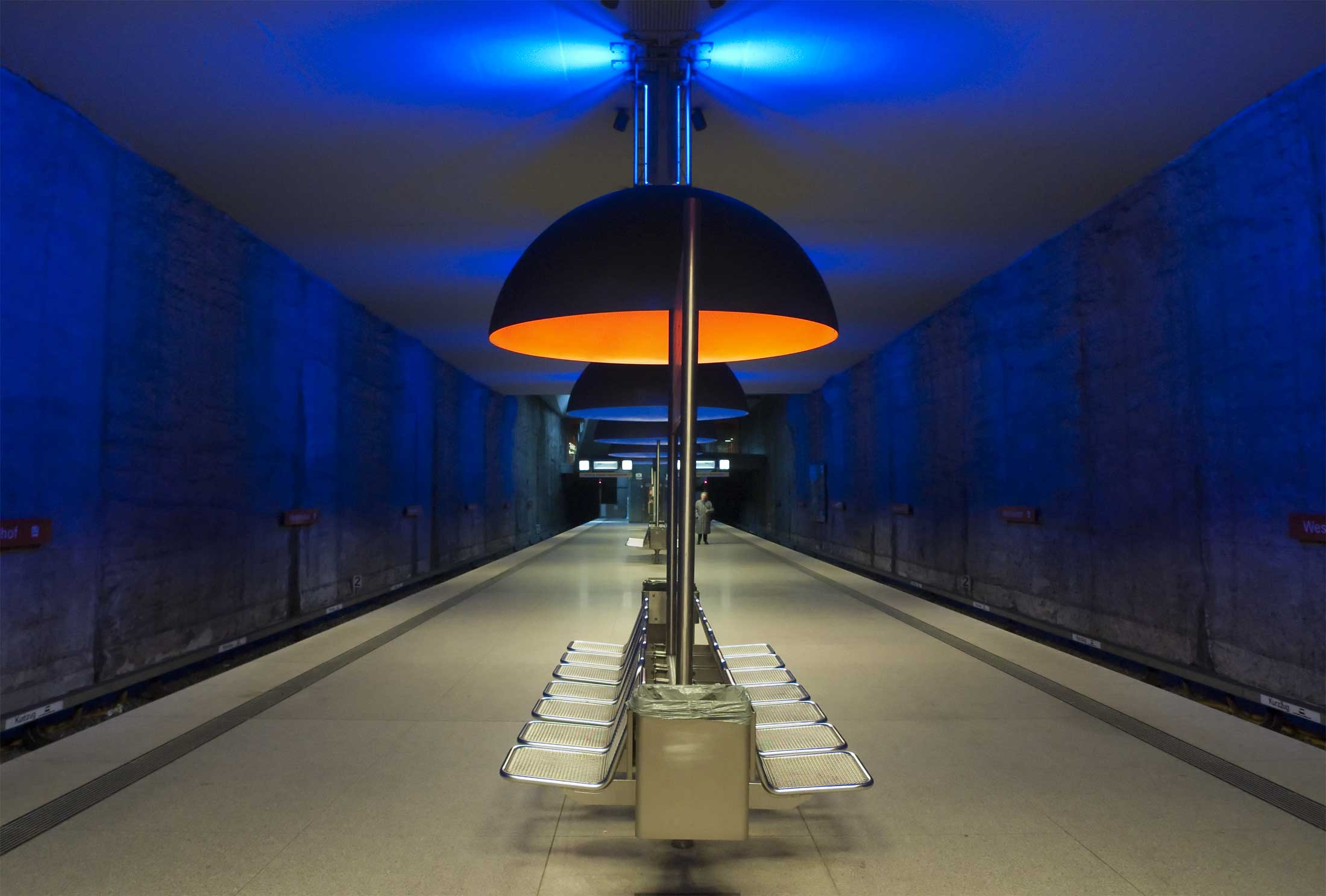
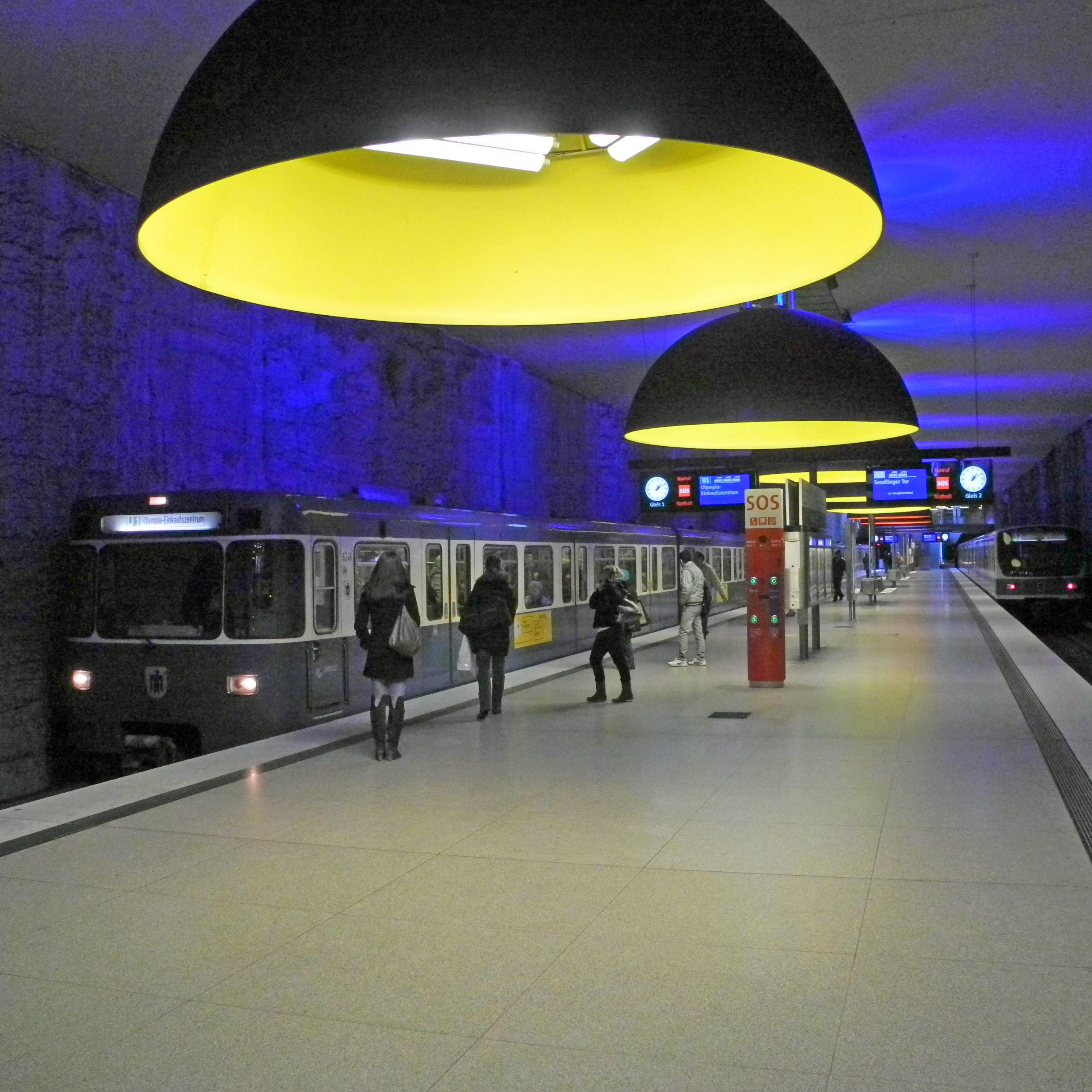
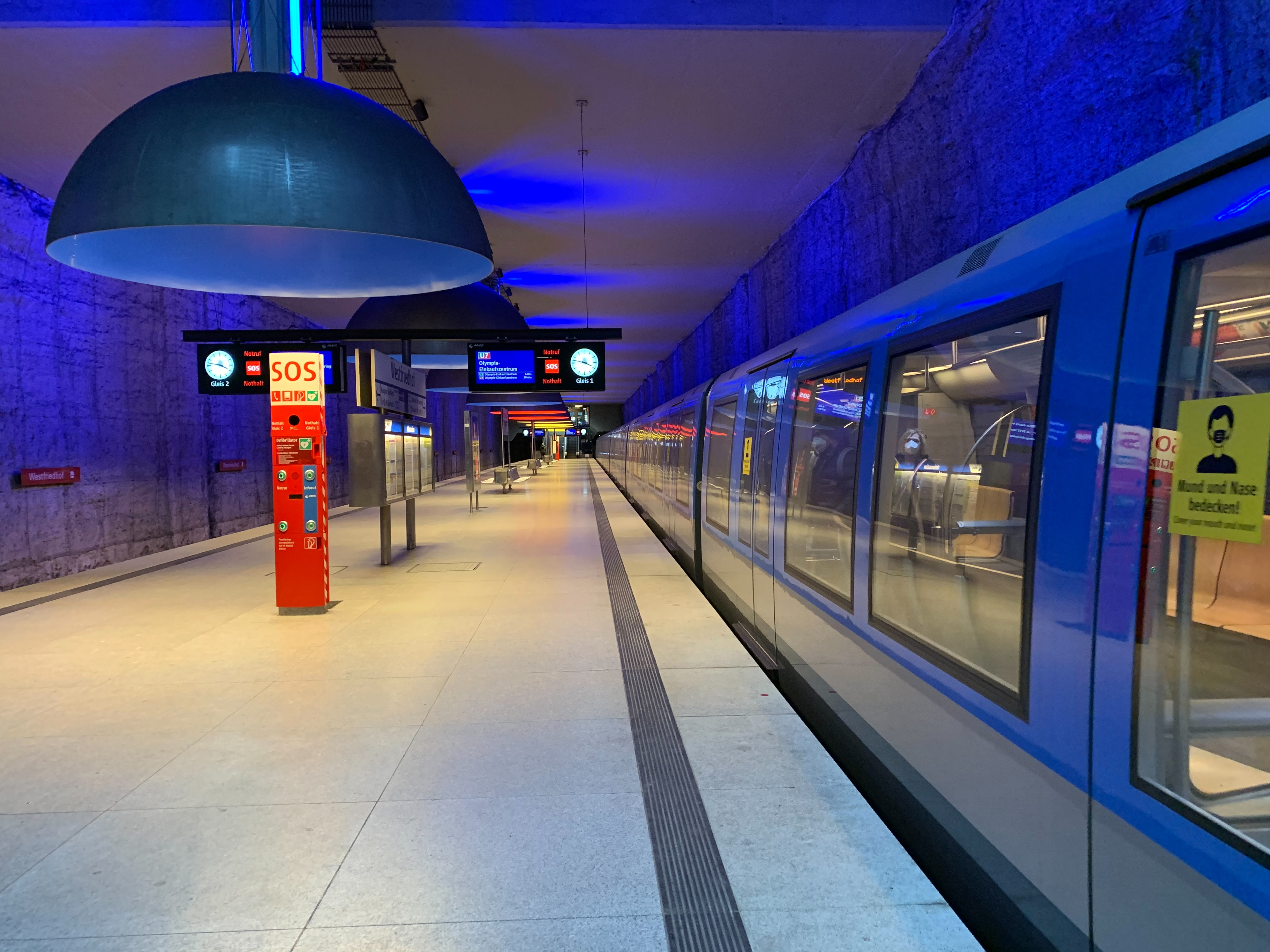

### Intermodalité
Des stations du tramway de Munich sont desservis par les lignes 20 et 21. Des arrêts de bus sont desservis par les lignes 151, 164, 165, 180 et N71.

## À proximité
- Cimetière de l'Ouest (Munich)